# Národní park Congaree
Národní park Congaree je největším a jedním z posledních lužních pralesů v Severní Americe. Nachází se v Jižní Karolíně a má rozlohu 10,743 ha, tj. 107,4 km2. Congaree se stal národním parkem v roce 2003 (jako 57. v pořadí), a to díky kampani, která začala už v roce 1969. Stromy rostoucí v bažinách jsou jedněmi z nejvyšších v USA a zároveň tvoří jeden z nejvyšších opadavých lesů mírného pásu. Parkem protéká řeka Congaree, po níž získal park jméno. Zhruba 57 procent parku tvoří přírodní rezervace.

## Fauna
V parku se lze setkat s rysem červeným, jelenem, prasetem divokým, psem divokým, kočkou divokou, pásovcem a krocanem. Mezi vodní živočichy parku patří hadi, želvy, různé druhy obojživelníků a aligátoři.